# Paul Mazliak
Paul Mazliak est un chercheur en physiologie cellulaire et historien des sciences, militant communiste et syndicaliste français, né le 4 mars 1936 à Paris.

## Biographie
Paul Mazliak naît de parents apatrides, réfugiés de Pologne et d'URSS, respectivement électricien et sans profession, qui sont déportés à Auschwitz en 1942. Pupille de la Nation, il obtient le baccalauréat en 1953 au lycée Voltaire à Paris, puis un doctorat de l'Université de Paris en 1963. 
Il est professeur de physiologie végétale à l'université de Reims de 1965 à 1967 puis professeur de biologie cellulaire à l'Université Pierre-et-Marie-Curie de 1967 à 1997 et directeur du laboratoire de physiologie cellulaire et moléculaire de l'UPMC. 
Il est membre du PCF de 1954 à 1996 et participe aux Espaces Marx et à la Fondation Gabriel Péri. Il est également membre de l'UNEF de 1954 à 1959, puis du SNESUP de 1960 à 1996, dont il est secrétaire général en 1974-1975. 
Il écrit de nombreux ouvrages d'enseignement et d'histoire des sciences. Il reçoit la médaille de bronze du CNRS en 1963 et est nommé docteur honoris causa de l'Université de Neuchâtel. 
Il épouse Céline Boulonnois le 13 juillet 1957, avec laquelle il a deux enfants: Catherine, professeur de musique et bibliothécaire, et Laurent, mathématicien et historien des mathématiques à Sorbonne-Université (Paris).

## Publications
- Brève histoire de l'anatomie de l'Antiquité à André Vésale, 2018.
- Félix Vicq d'Azyr, créateur révolutionnaire de l'anatomie comparée, 2017.
- Jean Fernel, premier physiologiste de la Renaissance, 2016.
- William Harvey, la circulation du sang et l'épigenèse des embryons, 2013.
- Le déterminisme de la floraison, 2013.
- François Magendie, bouillant créateur de la physiologie expérimentale au XIXème siècle, 2012.
- Parmentier, Chaptal, Chevreul: trois grands pionniers de la chimie alimentaire, 2011.
- L'évolution chez les végétaux, 2009.
- Naissance de la biologie dans les civilisations de l'Antiquité, 2007.
- La biologie au siècle des Lumières, 2006.
- Descartes, de la science universelle à la biologie, 2004.
- Avicenne et Averroès: médecine et biologie dans la civilisation de l'Islam, 2004.
- Les fondements de la biologie, 2002.
- La biologie du XXe siècle, 2001.
- Physiologie végétale, 1995.
- Nutrition et métabolisme, 1995.
- Les modèles moléculaires de biomembranes, 1987.
- Physiologie végétale, 1979.
- Lysosomes, glyoxysomes, peroxysomes, 1975.
- Physiologie végétale, 1974.
- Les membranes protoplasmiques, 1971.
- Le métabolisme des lipides dans les plantes supérieures, 1968.
- La cire cuticulaire des pommes, Pirus malus L., 1963.
- Physiologie végétale II, 1998.
- Physiologie végétale, 1982.